# 당육전
《당육전》(唐六典)은 정식 명칭은 대당육전(大唐六典)으로, 중국 당(唐) 왕조에서 편찬된, 행정 성격을 가진 법전의 하나이다.
당 현종 때에 관에서 편찬하였으며, 예전 제목은 어찬(御撰)이라는 단어가 붙어있었는데, 이는 황제가 편찬을 주관하였다는 의미이다. 여기에 재상 이임보(李林甫) 등이 책을 받들어 주를 달았다고 하나, 실제로는 무종(毋煚)、여흠(余欽)、함이업(咸廙業)、손계량(孫季良)、위술(韋述)、육선경(陸善經)、범함(范咸) 등 집현원(集賢院)의 학사들로써 재상 겸 학사지원사를 겸임한 자들의 작업으로 10여 년에 걸친 검수 끝에 완성되었다.

## 개요
개원(開元) 10년(722년) 처음 중서사인 육견(陸堅)이 현종의 칙지를 받들어 육전을 편수하기 시작하였고, 장열(張說), 소숭(蕭嵩), 장구령(張九齡)을 거쳐서 이림보가 지원사를 맡았던 개원 27년(739년)에 완성되어 현종에게 바쳐졌다. 이는 중국에서 현전하는 가장 이른 시기의 회전(會典)으로, 당 초기에서 개원 시기에 걸친 관직 제도들의 원류들을 수록하고 있다.
육전의 이름은 주례에서 따온 것으로, 치전(治典)、 교전(教典)、 예전(礼典)、 정전(政典)、 형전(刑典)、 사전(事典)을 가리키며, 후세에 '6부'가 여기에서 따왔다. 전30권으로 삼사(三師)ㆍ삼공(三公)ㆍ삼성(三省)ㆍ구시(九寺)ㆍ오감(五監)ㆍ십이위(十二位) 그리고 지방의 삼부(三府), 독부(督府), 주, 현 등을 목(目)으로 삼고, 그 직관의 품질을 상세히 서술하였으며, 아울러 주(周), 진(秦)에서 당 이전까지에 이르는 역대 왕조의 관제의 연혁을 주석으로 달았다.
남송 때에 진진손의 개인 장서 목록인 《직재서록해제》(直齋書錄解題)에서는 당육전의 편찬에 참여했다고 여겨지는 인물 가운데 한 명인 당대 위술의 《집현기》를 인용해, "개원 10년에 기거사인 육견이 칙지를 받들어 이 책을 수찬하고 황제가 손수 백마지(白麻紙)에 육조를 써서 이(理)、교(教)、예(禮)、정(政)、형(刑)、사(事)의 류로 서로 따르게 해서 목록을 찬해 바쳤다. 장열이 이 일을 서견에게 위임하였는데, 그 편찬 방향을 생각하느라 해를 넘기도록 결정이 나지 않았다. 또한 무종, 여흠, 함이업, 손계량, 위술에 위임해서 처음으로 령, 식을 육사에 들이고 그 연혁을 모두 주석 안에 넣었다. 훗날 장구령이 또 범함에게 위임해서, 26년에 초고를 받들어 올렸다."(開元十年，起居舍人陸堅被旨修是書，帝手寫白麻紙六條曰理、教、禮、政、刑、事，令以類相從，撰錄以進。張說以其事委徐堅，思之經歲莫能定。又委毋煚、徐欽、韋述，始以令式入六司，其沿革併入注中。後張九齡又委苑咸，二十六年奏草上)라고 썼다.
본서에 수록되어 들어 있는 많은 당대의 조령들은 균전(均田), 부역(赋役), 물산(物产), 토공(土贡), 호등(户等), 차과(差科), 둔전(屯田) 등의 제도에 대한 내용들이며, 당대 정치, 경제 상황을 반영하고 있어 사뭇 참고 자료로써의 가치가 높다. 《통전》(通典), 《구당서》(舊唐書), 《신당서》(新唐書)의 편찬 때에도 《당육전》을 사료로써 채택하고 인용한 자료가 많다.
《직재서록해제》에서는 또한 위술의 말을 인용해, 《당육전》은 개원 연간에 오랫동안 사용되지 않고 집현서원 안에만 보관되어 있었다고 전하고 있다. 범조우(范祖禹) 역시 "당육전은 책으로 완성되었지만 시행된 날은 하루도 없었다."(唐六典雖修成書，然未嘗行之一日)고 주장했다. 청대(淸代) 《사고전서총목제요》(四庫全書總目提要)는 "당대 사람이 말한 내용이니 틀림없다"(唐人所說，當無訛誤)고 위술의 말을 인정하면서 "의심건대 당시에 전장 제도를 토론할 때 또한 서로 전거로 인용하기는 했어도 공사의 과칙으로 일일이 준용하지는 않았던 것 같다"(疑當時討論典章，亦相引據，而公私科律則未嘗事事遵用)고 말해, 《당육전》이 전혀 실제로 쓰인 적이 없는 것은 아니라고 하였다.

## 목록
- 삼사(三師)：태사(太師)、태부(太傅)、태보(太保)
- 삼공(三公)：태위(太尉)、사도(司徒)、사공(司空)
- 육부(六部)：이부(吏部)、호부(戶部)、예부(禮部)、병부(兵部)、형부(刑部)、공부(工部)
- 육성(六省)：상서성(尚書省)、문하성(門下省)、중서성(中書省)、비서성(祕書省)、전중성(殿中省)、내시성(內侍省)
- 일대(一臺)：어사대(御史臺)
- 구시(九寺)：태상시(太常寺)、광록시(光祿寺)、위위시(衛尉寺)、종정시(宗正寺)、태복시(太僕寺)、대리시(大理寺)、홍려시(鴻臚寺)、사농시(司農寺)、태부시(太府寺)
- 오감(五監)：국자감(國子監)、소부감(少府監)、군기감(軍器監)、장작감(將作監)、백공감(百工監)、취곡감(就谷監)、고곡감(庫谷監)、태음감(太陰監)、이양감(伊陽監)、도수감(都水監)
- 십이위(十二衛)：좌우위(左右衛)、좌우효위(左右驍衛)、좌우무위(左右武衛)、좌우위위(左右威衛)、좌우령군위(左右領軍衛)、좌우금오위(左右金吾衛)、좌우감문위(左右監門衛)、좌우천우위(左右千牛衛)、좌우우림군(左右羽林軍)，제위절충부위부(諸衛折衝都尉府)
- 동궁관속(東宮官屬)：태자삼사(太子三師)、태자삼소(太子三少)、태자첨사부(太子詹事府)、태자가령시(太子家令寺)、태자솔경시(太子率更寺)、태자복시(太子僕寺)、태자좌우위솔부(太子左右衛率府)、좌우솔부친부훈부익부(左右率府親府勳府翊府)、태자좌우사어솔부(太子左右司禦率府)、태자좌우내솔부(太子左右內率府)
- 지방직관(地方職官)：친왕부(親王府)、친사부(親事府)、장내부(帳內府)、친왕국(親王國)、공주읍사(公主邑司)、삼부도호주현관리(三府都護州縣官吏)

## 전승
《당육전》은 당 왕조 때에 사본이 전해지고 있었고 북송 신종(神宗) 원풍(元豊) 3년(1080년)에 판각되어 그 인쇄된 판본을 각기 근신과 관각에 하사하였는데, 이를 북송본(원풍본)이라고 하지만 현전하지 않는다. 현전하는 가장 오래된 당육전의 판본은 남송 소흥(紹興) 4년(1134년) 온주(溫州) 주학(州學)에서 찍어낸 《대당육전》 잔본 15권이다(남송본). 남송본은 그 원서가 중국 베이징 도서관, 난징 박물원, 베이징 대학 도서관에 소장되어 있다.
훗날 명(明)의 석문동(席文同), 이립경(李立卿)이 왕감(王鏊)의 《명회전》 편수에 함께 참여하면서 궁에 들어갔다가 《당육전》을 발견하고 이를 필사해 가져왔고, 이를 정덕(正德) 2년(1515년) 총 30권으로 간행하였다. 이것이 정덕본이며, 정덕본 당육전은 또 이곳저곳으로 퍼져서 가정본(嘉靖本, 명)에 이어 '소엽산방본'(掃葉山房本, 청), '광아서국본'(廣雅書局本) 그리고 '고노에 본'(近衛本, 일본) 등의 판본이 생겨났다.
고노에 본의 경우는 일본 에도 시대의 구게(公家) 고노에 이에히로(近衛家熙)가 정덕본을 저본으로 삼아 고정(考訂)한 것으로, 교호(享保) 9년(1724년)에 완성되어 이에히로 사후에 책으로 간행되었다. 또한 일본의 학교법인 히로이케 학원(廣池學園)에서 1973년 《당육전》의 '히로이케본'을 내놓았는데, 일본의 법학자이자 역사학자인 히로이케 지쿠로(廣池千九郎)가 훈점을 찍은 것에 우치다 시게오가 보정을 행한 것으로, 남송본 당육전과 송대 손봉길(孫逢吉)의 《직관분기》(職官分紀)를 주된 저본으로 해서 고노에 본과 교차 대조해 완성한 것이다.

## 한국어 번역
《당육전》은 2000년부터 2008년까지, 고려대학교 사범대학 명예교수 김택민의 번역으로 전 3권으로 도시출판 신서원에서 번역 출간되었다. 김택민은 앞서 임대회와 함께 1994년부터 1998년까지 《당률소의》를 번역 주석한 《역주 당률소의》를 한국법제연구원에서 출판하기도 하였다.